# Avioane Craiova
Avioane Craiova S.A. è una società di costruzione aeronautica, costituita nel 1972 con sede a Ghercești, vicino a Craiova in Romania. Nei suoi stabilimenti tra il 1975 e il 1992 sono stati in gran parte costruiti ed è stata curata la manutenzione dei caccia IAR-93 dismessi poi nel 1998.
Nell'industria vengono anche realizzati dei componenti per il razzo Ariane 5, utilizzato nel programma dell'Agenzia Spaziale Europea.
Il volume d'affari dell'azienda nel 1º semestre del 2007 è stato di 7,85 milioni di Euro.